# Liste der durch die EU zugelassenen Pflanzenschutzmittelwirkstoffe
Die folgenden Wirkstoffe sind von der Europäischen Kommission im Anhang I der Richtlinie des Rates vom 15. Juli 1991 über das Inverkehrbringen von Pflanzenschutzmitteln 91/414/EWG und seinem Nachfolger, der Verordnung (EG) Nr. 1107/2009 (Pflanzenschutzmittelverordnung) vom 21. Oktober 2009 zugelassen. Die Zulassung wird gewöhnlicherweise zeitlich beschränkt aber verlängerbar erteilt und kann außerdem Beschränkungen oder zusätzlichen Bedingungen unterliegen.
Über die Aufnahme neuer Wirkstoffe gibt die Pesticide Risk Assessment Peer Review Unit (PRAPeR) von der Europäischen Behörde für Lebensmittelsicherheit (EFSA) eine Empfehlung ab, auf deren Grundlage die Kommission eine Entscheidung trifft.

## 0–9
- 1,4-Dimethylnaphthalin (Durchführungsverordnung (EU) Nr. 192/2014 vom 27. Februar 2014)
- 1-Decanol (Richtlinie 2011/33/EU vom 8. März 2011)
- 1-Dodecanol
- 1-Methylcyclopropen
- 1-Naphthylacetamid (1-NAD)
- 1-Naphthylessigsäure (1-NAA) (Durchführungsverordnung (EU) Nr. 787/2011 vom 5. August 2011)
- 1-Tetradecanol
- 2,4-D
- 2,4-DB
- 2,5-Dichlorbenzoesäuremethylester (Richtlinie 2008/125/EG vom 19. Dezember 2008)
- 2-Phenylphenol und dessen Natriumsalz (Richtlinie 2009/160/EU vom 17. Dezember 2009)
- 4-(Indol-3-yl)buttersäure (Richtlinie 2011/28/EU vom 4. März 2011)
- 8-Hydroxychinolin
- 24-Epibrassinolid

## A
- Abamectin (Richtlinie 2008/107/EG vom 25. November 2008)
- ABE-IT 56 (Extrakt aus Saccharomyces cerevisiae Stamm DDSF623)
- Abscisinsäure (Dormin, Durchführungsverordnung (EU) Nr. 151/2014 vom 18. Februar 2014)
- Acequinocyl (Durchführungsverordnung (EU) Nr. 496/2014 vom 14. Mai 2014)
- Acetamiprid
- Aclonifen (Richtlinie 2008/116/EG vom 15. Dezember 2008)
- Akanthomyces muscarius Ve6
- Algenextrakt (Richtlinie 2008/127/EG vom 18. Dezember 2008)
- Aluminiumammoniumsulfat-Dodecahydrat (Richtlinie 2008/127/EG vom 18. Dezember 2008)
- Aluminiumphosphid (Richtlinie 2008/125/EG vom 19. Dezember 2008)
- Aluminiumsilikat (Kaolin) (Richtlinie 2008/127/EG vom 18. Dezember 2008)
- Aluminiumsulfat (Richtlinie 2011/47/EU vom 15. April 2011)
- Ametoctradin (Durchführungsverordnung (EU) Nr. 200/2013 vom 8. März 2013)
- Amidosulfuron
- Aminopyralid (Durchführungsverordnung (EU) Nr. 891/2014 vom 14. August 2014)
- Amisulbrom (Durchführungsverordnung (EU) Nr. 193/2014 vom 27. Februar 2014)
- Ampelomyces quisqualis Stamm AQ10
- Aureobasidium pullulans (Stämme DSM 14940 und DSM 14941) (Durchführungsverordnung (EU) Nr. 827/2013 vom 29. August 2013)
- Australisches Teebaumöl (Richtlinie 2008/127/EG vom 18. Dezember 2008)
- Ascorbinsäure (Durchführungsverordnung (EU) Nr. 149/2014 vom 17. Februar 2014)
- Azadirachtin (Niembaum-Extrakt) (Richtlinie 2011/44/EU vom 13. April 2011)
- Azoxystrobin

## B
- Bacillus amyloliquefaciens Stämme QST 713, AH2, IT-45, FZB24, MBI 600 und subsp. plantarum D747
- Bacillus subtilis Stamm IAB/BS03
- Bacillus thuringiensis (Richtlinie 2008/113/EEG vom 8. Dezember 2008)
  - subsp. aizawai Stämme ABTS-1857 und GC-91
  - subsp. israeliensis (Serotyp H-14) Stamm AM65-52
  - subsp. kurstaki Stämme ABTS 351, EG2348, PB 54, SA 11 und SA 12
- Beauveria bassiana Stämme 147, 203, ATCC 74040, GHA, IMI389521, NPP111B005 und PPRI5339 (Richtlinie 2008/113/EEG vom 8. Dezember 2008)
- Beflubutamid
- Benalaxyl-M (Durchführungsverordnung (EU) Nr. 1175/2013 vom 20. November 2013)
- Bensulfuron (Richtlinie 2009/11/EG vom 18. Februar 2009)
- Bentazon
- Benthiavalicarb
- Benzylaminopurin (Richtlinie 2011/1/EU vom 3. Januar 2011)
- Benzoesäure
- Benzovindiflupyr
- Bier
- Bifenazat
- Bifenox (Richtlinie 2008/66/EG vom 30. Juni 2008)
- Bixafen (Durchführungsverordnung (EU) Nr. 350/2013 vom 17. April 2013)
- Blutmehl (Richtlinie 2008/127/EG vom 18. Dezember 2008)
- Bordeauxbrühe (Richtlinie 2009/37/EG vom 23. April 2009)
- Boscalid
- Bromuconazol (Richtlinie 2010/92/EU vom 21. Dezember 2010)
- Bupirimat (Richtlinie 2011/25/EU vom 3. März 2011)
- Buprofezin (Richtlinie 2011/6/EU vom 20. Januar 2011)

## C
- Calciumcarbid (Richtlinie 2008/127/EG vom 18. Dezember 2008)
- Calciumcarbonat (Richtlinie 2008/127/EG vom 18. Dezember 2008)
- Calciumhydroxid
- Candida oleophila (Durchführungsverordnung (EU) Nr. 373/2013 vom 23. April 2013)
- Caprinsäure
- Caprylsäure
- Captan
- Carfentrazon-ethyl
- Carvon (Durchführungsverordnung (EU) Nr. 540/2011)
- Cerevisan (Durchführungsverordnung (EU) Nr. 2015/553 vom 7. April 2015)
- Chitosan (auch als Hydrochlorid)
- Chlorantraniliprol (Durchführungsverordnung (EU) Nr. 1199/2013 vom 25. November 2013)
- Chlormequat
- Chlortoluron
- Chromafenozid (Durchführungsverordnung (EU) 2015/51 vom 14. Januar 2015)citro
- Clethodim (Richtlinie 2011/21/EU vom 2. März 2011)
- Clodinafop-propargyl
- Clomazon (Richtlinie 2007/76/EG vom 20. Dezember 2008)
- Clonostachys rosea Stamm J1446
- Clopyralid
- Coniothyrium minitans Stamm CON/M/91-08 (DSM 9660)
- COS-OGA (Durchführungsverordnung (EU) Nr. 2015/543 vom 1. April 2015)
- Cyantraniliprol
- Cyazofamid
- Cycloxydim (Richtlinie 2011/4/EU vom 20. Januar 2011)
- Cydia pomonella-Granulovirus (CpGV) (auch Apfelwickler-Granulovirus) (Richtlinie 2008/113/EEG vom 8. Dezember 2008)
- Cyflufenamid (Richtlinie 2009/154/EG vom 30. November 2009)
- Cyflumetofen (Durchführungsverordnung (EU) 22/2013 vom 15. Januar 2013)
- Cyhalofop-butyl (Richtlinie 2002/64/EG vom 15. Juli 2002)
- Cyhalothrin γ-Cyhalothrin und λ-Cyhalothrin
- Cymoxanil (Richtlinie 2008/125/EG vom 19. Dezember 2008)
- Cypermethrin (Richtlinie 2009/37/EG vom 23. April 2009)
- Cyprodinil
- Cystein (L-Cystein)

## D
- Daminozid
- Dazomet (Richtlinie 2011/53/EU vom 20. April 2011)
- Deltamethrin
- Diammoniumphosphat
- Dicamba
- Dichlorprop-P
- Diclofop-methyl (Richtlinie 2011/45/EU vom 13. April 2011)
- Difenoconazol
- Diflufenican (Richtlinie 2008/66/EG vom 30. Juni 2008)
- Dimethachlor (Richtlinie 2009/77/EG vom 1. Juli 2009)
- Dimethenamid-P
- Dinatriumphosphonat (Durchführungsverordnung (EU) Nr. 832/2013 vom 30. August 2013)
- Dithianon (Richtlinie 2011/41/EU vom 11. April 2011)
- Dodecylacetat
- Dodin (Richtlinie 2011/9/EU vom 1. Februar 2011)

## E
- Eisen(III)-phosphat
- Eisen(III)-pyrophosphat
- Eisen(II)-sulfat (Richtlinie 2008/127/EG vom 18. Dezember 2008)
- Emamectin (Durchführungsverordnung (EU) Nr. 828/2013 vom 29. August 2013)
- Equisetum arvense L.
- Esfenvalerat
- Essig
- Essigsäure (Richtlinie 2008/127/EG vom 18. Dezember 2008)
- Essigsäuredodecylester
- Ethen (Richtlinie 2008/127/EG vom 18. Dezember 2008)
- Ethephon
- Ethofumesat
- Etofenprox (Richtlinie 2009/77/EG vom 1. Juli 2009)
- Etoxazol
- Eugenol aus der Gewürznelke (Richtlinie 2008/127/EG vom 18. Dezember 2008)

## F
- Fenazaquin (Richtlinie 2011/39/EU vom 11. April 2011)
- Fenhexamid
- Fenoxaprop-P-ethyl (Richtlinie 2008/66/EG vom 30. Juni 2008)
- Fenpicoxamid
- Fenpropidin (Richtlinie 2008/66/EG vom 30. Juni 2008)
- Fenpyrazamin (Durchführungsverordnung (EU) Nr. 595/2012 vom 5. Juli 2012)
- Fenpyroximat (Richtlinie 2008/107/EG vom 25. November 2008)
- Fettsäuren von C7 bis C18 und ungesättigte Kaliumsalze der C18-Fettsäure
- Fischöl (Richtlinie 2008/127/EG vom 18. Dezember 2008)
- Flazasulfuron
- Flonicamid (Richtlinie 2010/29/EU vom 27. April 2010)
- Florasulam (Richtlinie 2002/64/EG vom 15. Juli 2002)
- Florpyrauxifen-benzyl
- Fluazifop-P
- Fluazinam (Richtlinie 2008/108/EG vom 26. November 2008)
- Fludioxonil (Richtlinie 2007/76/EG vom 20. Dezember 2008)
- Flufenacet
- Flumioxazin
- Fluometuron (Richtlinie 2011/57/EU vom 27. April 2011)
- Fluopicolid (Richtlinie 2010/15/EU vom 8. März 2010)
- Fluopyram (Durchführungsverordnung (EU) Nr. 802/2013 vom 22. August 2013)
- Fluoxastrobin
- Flupyradifuron
- Flurochloridon (Richtlinie 2011/34/EU vom 8. März 2011)
- Fluroxypyr
- Flutianil
- Flutolanil (Richtlinie 2008/108/EG vom 26. November 2008)
- τ-Fluvalinat (Richtlinie 2011/19/EU vom 2. März 2011)
- Fluxapyroxad
- Folpet
- Foramsulfuron
- Forchlorfenuron
- Formetanat
- Fosetyl
- Fosthiazat
- Fructose

## G
- Geraniol
- Gibberellinsäure (Richtlinie 2008/127/EG vom 18. Dezember 2008)
- Gibberelline
- Glyphosat

## H
- Halauxifen-methyl (Durchführungsverordnung (EU) Nr. 2015/1165 vom 15. Juli 2015)
- Halosulfuron-methyl (Durchführungsverordnung (EU) Nr. 356/2013 vom 18. April 2013)
- Harnstoff
- Helicoverpa armigera-Kernpolyedervirus (Durchführungsverordnung (EU) Nr. 368/2013 vom 22. April 2013)
- Heptamaloxyloglucan (Richtlinie 2010/14/EU vom 3. März 2010)
- Hexadecylacetat
- Harnstoff (Richtlinie 2008/127/EG vom 18. Dezember 2008)
- Hexythiazox (Richtlinie 2011/46/EU vom 14. April 2011)
- Hymexazol (Richtlinie 2011/5/EU vom 20. Januar 2011)

## I
- Imazalil
- Imazamox
- Iodosulfuron
- Iprovalicarb
- Isaria fumosorosea Apopka strain 97
- Isofetamid
- Isoxaben (Richtlinie 2011/32/EU vom 8. März 2011)
- Isoxaflutol

## K
- Kaliumhydrogencarbonat (Richtlinie 2008/127/EG vom 18. Dezember 2008)
- Kaliumphosphonate
- Kieselgur (Richtlinie 2008/127/EG vom 18. Dezember 2008)
- Knoblauchextrakt (Richtlinie 2008/127/EG vom 18. Dezember 2008)
- Kohlenstoffdioxid (Richtlinie 2008/127/EG vom 18. Dezember 2008)
- Kuhmilch
- Kupfer(II)-hydroxid (Richtlinie 2009/37/EG vom 23. April 2009)
- Kupfer(II)-oxid (Richtlinie 2009/37/EG vom 23. April 2009)
- Kupferoxychlorid (Richtlinie 2009/37/EG vom 23. April 2009)
- tribasisches Kupfersulfat (Richtlinie 2009/37/EG vom 23. April 2009)
- Kresoxim-methyl

## L
- Laminarin
- Lavandulylsenecioat
- Lecithine
- Lenacil

## M
- Magnesiumhydroxid
- Magnesiumphosphid (Richtlinie 2008/125/EG vom 19. Dezember 2008)
- Malathion (Richtlinie 2010/17/EU vom 9. März 2010)
- Maleinhydrazid
- Maltodextrin (Durchführungsverordnung (EU) Nr. 355/2013 vom 18. April 2013)
- Mandestrobin
- Mandipropamid
- MCPA
- MCPB
- Mecoprop-P
- Mefentrifluconazol
- Mepiquat (Richtlinie 2008/108/EG vom 26. November 2008)
- Meptyldinocap (Durchführungsverordnung (EU) Nr. 1330/2014 vom 15. Dezember 2014)
- Mesosulfuron
- Mesotrion
- Metalaxyl (Richtlinie 2010/28/EU vom 23. April 2010)
- Metalaxyl-M (Richtlinie 2002/64/EG vom 15. Juli 2002)
- Metaldehyd (Richtlinie 2011/54/EU vom 20. April 2011)
- Metam-Kalium
- Metam-Natrium
- Metamitron (Richtlinie 2008/125/EG vom 19. Dezember 2008)
- Metarhizium brunneum Stamm Ma 43
- Metazachlor (Richtlinie 2008/116/EG vom 15. Dezember 2008)
- Metconazol
- Methoxyfenozid
- Metobromuron (Durchführungsverordnung (EU) Nr. 890/2014 vom 14. August 2014)
- Metrafenon
- Metschnikowia fructicola Stamm NRRL Y-27328
- Metsulfuron-methyl
- Milbemectin
- Molke

## N
- Napropamid (Richtlinie 2010/83/EU vom 30. November 2010)
- Natriumchlorid
- Natriumhydrogencarbonat
- Natrium-2-nitrophenolat (Richtlinie 2009/11/EG vom 18. Februar 2009)
- Natrium-4-nitrophenolat (Richtlinie 2009/11/EG vom 18. Februar 2009)
- Natrium-5-nitroguaiacolat (Richtlinie 2009/11/EG vom 18. Februar 2009)
- Natriumsilberthiosulfat (Durchführungsverordnung (EU) Nr. 1195/2013 vom 22. November 2013)
- Nicosulfuron

## O
- Octadecadienylacetat (E,Z-3,13- und Z,Z-3,13-Konfiguration)
- Ölsäure
- Orangenöl
- Oxathiapiprolin
- Oxyfluorfen

## P
- Paclobutrazol (Richtlinie 2011/55/EU vom 26. April 2011)
- Paecilomyces fumosoroseus Stamm Fe 9901 (Durchführungsverordnung (EU) Nr. 378/2013 vom 24. April 2013)
- Paraffinöle
- Pasteuria nishizawae Pn1
- Pelargonsäure
- Penconazol (Richtlinie 2009/77/EG vom 1. Juli 2009)
- Pendimethalin
- Penoxsulam (Richtlinie 2010/25/EU vom 18. März 2010)
- Penthiopyrad
- Pepinomosaikvirus Stamm CH2 Isolat 1906 (Durchführungsverordnung (EU) Nr. 2015/1176 vom 17. Juli 2015)
- Pethoxamid
- Pflanzenöle/Krausminzeöl: siehe #Carvon
- Pflanzenöle/Nelkenöl: siehe #Eugenol
- Pflanzenöle/Rapsöl (Richtlinie 2008/127/EG vom 18. Dezember 2008)
- Phenmedipham
- Pheromone (Richtlinie 2008/127/EG vom 18. Dezember 2008)
- Phlebiopsis gigantea (Richtlinie 2008/113/EG vom 8. Dezember 2008)
- Phosphane
- Picloram
- Picolinafen (Richtlinie 2002/64/EG vom 15. Juli 2002)
- Pinoxaden
- Pirimicarb
- Pirimiphos-methyl
- Prohexadion-Calcium (Regalis)
- Propamocarb
- Propaquizafop (Richtlinie 2009/37/EG vom 23. April 2009)
- Propoxycarbazon
- Propyzamid
- Proquinazid (Richtlinie 2010/25/EU vom 18. März 2010)
- Prosulfocarb (Richtlinie 2007/76/EG vom 20. Dezember 2008)
- Prosulfuron
- Proteinhydrolysat
- Prothioconazol
- Pseudomonas chlororaphis Stamm MA342
- Pseudomonas sp. Stamm DSMZ 13134 (Durchführungsverordnung (EU) Nr. 829/2013 vom 29. August 2013)
- Purpureocillium lilacinum PL11 und Stamm 251
- Pyraclostrobin
- Pyraflufen-ethyl
- Pyrethrine (Richtlinie 2008/127/EG vom 18. Dezember 2008)
- Pyridaben (Richtlinie 2010/90/EU vom 7. Dezember 2010)
- Pyridat
- Pyrimethanil
- Pyriofenon (Durchführungsverordnung (EU) Nr. 833/2013 vom 30. August 2013)
- Pyriproxyfen
- Pyroxsulam (Durchführungsverordnung (EU) Nr. 1176/2013 vom 20. November 2013)
- Pythium oligandrum M1 (Richtlinie 2008/113/EG vom 8. Dezember 2008)

## Q
- Quarzsand (Richtlinie 2008/127/EG vom 18. Dezember 2008)
- Quinmerac (Richtlinie 2010/89/EU vom 6. November 2010)
- Quizalofop-P, Quizalofop-P-ethyl und Quizalofop-P-tefuryl (Richtlinie 2009/37/EG vom 23. April 2009)

## R
- Rescalur (Durchführungsverordnung (EU) 2015/2198 vom 27. November 2015)
- Rimsulfuron

## S
- Saat-Esparsette (Onobrychis viciifolia)
- Saccharomyces cerevisiae Stamm LAS02
- Saccharose
- Schwefel (Richtlinie 2009/70/EG vom 25. Juni 2009)
- Schwefelkalkbrühe (Richtlinie 2011/43/EU vom 13. April 2011)
- Sedaxan (Durchführungsverordnung (EU) Nr. 826/2013 vom 29. August 2013)
- Senfsaatextrakt
- Silthiofam
- Sintofen (Richtlinie 2011/40/EU vom 11. April 2011)
- Sonnenblumenöl
- Spinosad
- Spiromesifen (Durchführungsverordnung (EU) Nr. 375/2013 vom 23. April 2013)
- Spirotetramat (Durchführungsverordnung  (EU) Nr. 1177/2013 vom 20. November 2013)
- Spiroxamin
- Spodoptera exigua-Kernpolyedervirus
- Spodoptera littoralis-Kernpolyedervirus (Durchführungsverordnung (EU) Nr. 367/2013 vom 22. April 2013)
- Streptomyces K61 (früher S. griseoviridis) (Richtlinie 2008/113/EEG vom 8. Dezember 2008)
- Streptomyces lydicus Stamm WYEC 108 (Durchführungsverordnung (EU) Nr. 917/2014 vom 22. August 2014)
- Sulcotrion (Richtlinie 2008/125/EG vom 19. Dezember 2008)
- Sulfosulfuron
- Sulfoxaflor (Durchführungsverordnung (EU) Nr. 2015/1295 vom 27. Juli 2015)
- Sulfurylfluorid

## T
- Talk (Mineral) (E 553b)
- Tebuconazol (Richtlinie 2008/125/EG vom 19. Dezember 2008)
- Tebufenozid (Richtlinie 2011/60/EU vom 23. Mai 2011)
- Tebufenpyrad (Richtlinie 2009/11/EG vom 18. Februar 2009)
- Teebaumöl
- Tefluthrin
- Tembotrion (Durchführungsverordnung (EU) Nr. 1192/2013 vom 22. November 2013)
- Terbuthylazin (Durchführungsverordnung (EU) Nr. 820/2011 vom 16. August 2011)
- Terpen-Gemisch QRD 460 (Durchführungsverordnung (EU) Nr. 2015/1192 vom 20. Juli 2015)
- Tetraconazol (Richtlinie 2009/82/EG vom 13. Juli 2009)
- Tetradecylacetat
- Thiabendazol
- Thiencarbazon-methyl (Durchführungsverordnung (EU) Nr. 145/2014 vom 14. Februar 2014)
- Thifensulfuron-methyl
- Thymol
- Tolclofos-methyl
- Triallat (Richtlinie 2009/77/EG vom 1. Juli 2009)
- Tribenuron und Tribenuron-methyl
- Trichoderma afroharzianum (Richtlinie 2008/113/EEG vom 8. Dezember 2008)
- Trichoderma atrobrunneum
- Trichoderma asperellum (Richtlinie 2008/113/EEG vom 8. Dezember 2008)
- Trichoderma atroviride (Richtlinie 2008/113/EEG vom 8. Dezember 2008)
- Trichoderma gamsii (Richtlinie 2008/113/EEG vom 8. Dezember 2008)
- Triclopyr
- Trifloxystrobin
- Trinexapac
- Triticonazol

## U
Urtica spp.

## V
- Valifenalat (Durchführungsverordnung (EU) Nr. 144/2014 vom 14. Februar 2014)
- Verticillium albo-atrum (früher Verticillium dahliae) (Richtlinie 2008/113/EEG vom 8. Dezember 2008)

## W
- Wasserstoffperoxid
- Weidenrinde (Salicis cortex)
- Weiße Lupine (wässriger Extrakt der gekeimten Samen von Lupinus albus)
- Winterzwiebel (Allium fistulosum)
- Wollwachs (Richtlinie 2008/127/EG vom 18. Dezember 2008)

## Z
- Zinkphosphid (Richtlinie 2008/85/EU vom 2. Dezember 2010)
- Ziram
- Zoxamid
- Zwiebelextrakt und -öl

## Quelle
- EU Pesticides Database (v.3.3) Search Active substances, safeners and synergists. Abgerufen am 21. Januar 2025.